# تمكين (البحرين)
تمكين هي منظمة مهمتها تطوير القطاع الخاص في البحرين وذلك باعتباره المحرك الرئيسي للتنمية الاقتصادية. تمكين الذي أنشأ في عام 2006 هو جزء من مبادرات الإصلاح الوطنية والرؤية الاقتصادية للبحرين.
تمكين لديه هدفين أساسيين:
- أولا: تعزيز إنشاء وتطوير المؤسسات.
- ثانيا: تقديم الدعم لتعزيز الإنتاجية ونمو المؤسسات والأفراد.

لتحقيق هذه الأهداف تركز إستراتيجية تمكين على تحسين جودة وخدمة العملاء. من خلال هذه الاستراتيجية فقد تم تقديم عددا من البرامج للبحرينيين والأعمال التجارية في البحرين والتي تشمل التدريب والاستشارات والتمويل ودعم ريادة الأعمال وغيرها. تهدف هذه البرامج للمساعدة في تطوير قدرات البحرينيين والمؤسسات ودمج المفاهيم الأساسية الجديدة لقطاع الخاص المستدامة.
حتى الآن استفاد من برامج تمكين أكثر من 192 الف بحريني وشركة.
الأستثمار المباشر و الغير مباشر: أكثر من 2 مليار دولار.